# FRIENDSHIP (Friendsのアルバム)
『FRIENDSHIP』（フレンドシップ）は、Friendsのカバー・ミニアルバム。OAD『今日の5の2 放課後』のオープニングテーマが収録されている。CDジャケットは、Friendsのメンバーが卒業証書を持っている様子がプリントされている。

## 収録曲
1. キタカゼ [4:29]
作詞：只野菜摘 / 作曲・編曲:：YUPA
  - OAD『今日の5の2 放課後』オープニングテーマ
2. GAMBAらなくちゃね [4:44]
作詞：渡瀬マキ / 作曲：小柳昌法 / 編曲：DECKY
  - LINDBERGの19thシングルのカバー
3. ふられ気分でRock'n' Roll [4:31]
作詞・作曲：TOM / 編曲：YUPA
  - TOM★CATの1stシングルのカバー
4. 笑顔日和 [4:18]
作詞：MIYU / 作曲：町田紀彦 / 編曲：YUPA
  - ZONEの15thシングルのカバー
5. my graduation [5:46]
作詞・作曲：伊秩弘将 / 編曲：YUPA
  - SPEEDの6thシングルのカバー